# Modesto, California
Modesto, California là một thành phố quận lỵ quận Stanislaus, tiểu bang California, Hoa Kỳ. Dân số theo điều tra năm 2005 của Cục điều tra dân số Hoa Kỳ là 207.634 người, dân số theo điều tra năm 2010 là 201.165 người, là thành phố lớn thứ 18 bang California, thành phố có diện tích là km2.
Modesto nằm ở phía Bắc California, 90 dặm Anh phía bắc của Fresno, 92 dặm về phía đông của San Francisco, 68 dặm về phía nam thủ phủ bang Sacramento, và 66 dặm về phía tây của Vườn quốc gia Yosemite. Modesto được bao quanh bởi đất nông nghiệp phong phú, với các nông sản như sữa, hạnh nhân, gà, gia súc, và quả óc chó, thu về gần $ 2,5 tỷ USD sản xuất nông nghiệp trong năm 2007.